# 竹野村 (京都府竹野郡)
竹野村（たかのむら）は、京都府竹野郡にあった村。現在の京丹後市丹後町中部の日本海沿岸にあたる。

## 地理
- 山岳：依遅ヶ尾山
- 河川：竹野川
- 岬：犬ヶ岬

## 歴史
- 1889年（明治22年）4月1日 - 町村制の施行により、竹野村・筆石村・宮村・此代村の区域をもって発足。
- 1955年（昭和30年）2月1日 - 間人町・豊栄村・上宇川村・下宇川村と合併して丹後町が発足。同日竹野村廃止。